# Percy Adlon
Percy Adlon (Munique, 1 de junho de 1935 – Los Angeles, 10 de março de 2024) foi um diretor, produtor e roteirista alemão.

## Carreira
Ele é associado ao movimento do Novo Cinema Alemão (ca. 1965-1985), e é conhecido por suas fortes personagens femininas e retratos positivos de relacionamentos lésbicos. Ele é mais conhecido por seu filme de 1987 Bagdad Cafe, estrelado por Marianne Sägebrecht, CCH Pounder e Jack Palance e filmes subsequentes como Rosalie Goes Shopping (1989), Salmonberries (1991) e Younger and Younger (1993). Os filmes de Adlon foram exibidos em competição regularmente em festivais internacionais de cinema, como o Festival de Cannes, o Festival Internacional de Cinema de Berlim, entre outros.
Foi casado com a escritora e produtora Eleonora Adlon.

## Filmografia
- Von Nimbus der Ferne  [de] (The Aura in the Distance) (1974)
- Der Vormund und sein Dichter (The Guardian and the Poet)  (1978)
- Herr Kischott (1980)
- Céleste (1980)
- Fünf letzte Tage (Five Last Days) (1982)
- The Swing [de] (1983)
- Sugarbaby a.k.a. Zuckerbaby (1985)
- Herschel und die Musik der Sterne (1986)
- Out of Rosenheim a.k.a. Bagdad Cafe (US) (1987)
- Babycakes (1989)
- Red Hot + Blue: A Tribute to Cole Porter (1990)
- Salmonberries (1991)
- Younger and Younger (1993)
- In der glanzvollen Welt des Hotel Adlon (1996)
- Eat Your Heart Out (1997)
- Die Straußkiste (1999)
- Hawaiian Gardens (2001)
- Koenig's Sphere: The German Sculptor Fritz Koenig at Ground Zero (2001)
- Bagdad Cafe - The Musical (2003–2006)
- Orbela's People (2007)
- Mahler auf der Couch (2010)

## Outros
- L'elisir d'amore (2003) ópera de Gaetano Donizetti, dirigido por Adlon para a Ópera Estatal de Berlim.
- Wolkenstein (2004) Uma nova ópera de Wilfried Hiller e Felix Mitterer, dirigida por Adlon. Estreia na Staatsoper Nürnberg.

## Morte
Adlon morreu em 10 de março de 2024, aos 88 anos, em Los Angeles.